# Monuments et lieux touristiques de Reims
La ville de Reims, classée ville d'art et d'histoire, dispose d'un important patrimoine architectural et touristique et d'un grand nombre de monuments historiques. Cet article présente ces monuments et lieux.

## Patrimoine architectural

### Bibliothèque Carnegie
De style Art Déco, elle fut inaugurée en 1928 par Gaston Doumergue, président de la République, et Myron T. Herrick, ambassadeur des États-Unis.

### Cellier d'expédition Mumm

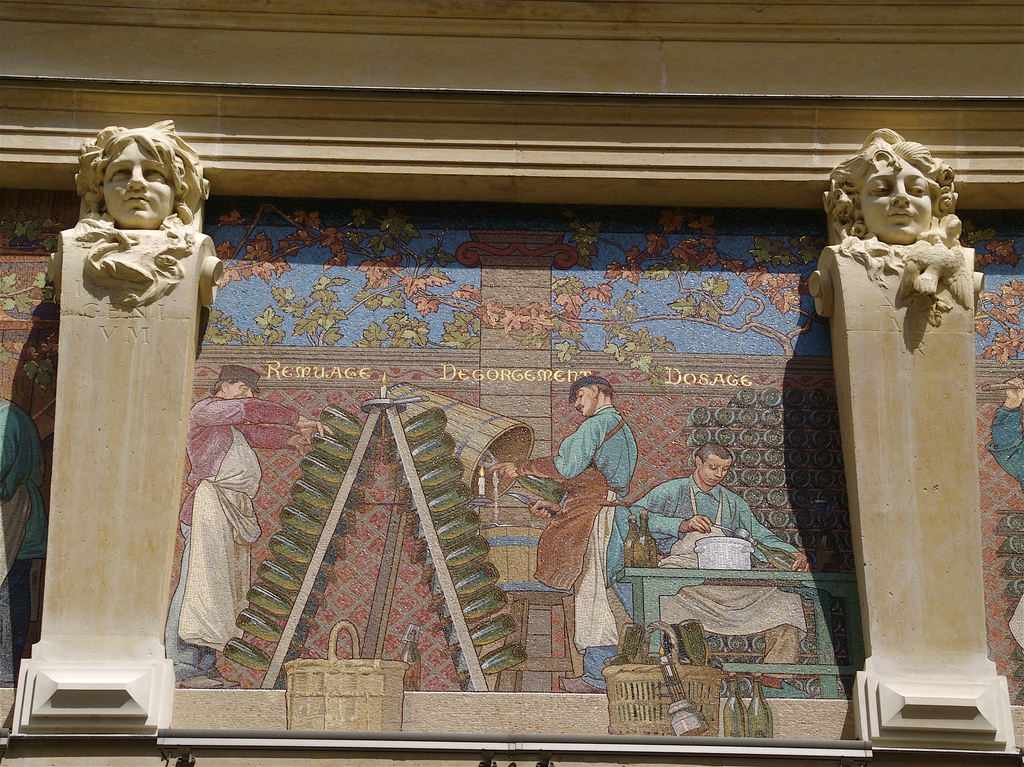
Cellier d'expédition Mumm

Situé au 6, rue de Mars, le bâtiment Art déco fut érigé par Ernest Kalas et Armand Jacques en 1898. La mairie de Reims y a siégé à la suite du bombardement de l'hôtel de ville en mars 1917, il est actuellement un lieu culturel : Le Cellier.

### Cimetière du Nord
Ouvert en 1787, ce cimetière présente un ensemble remarquable de sépultures romantiques. La chapelle Sainte-Croix où fut déposé le corps du marquis de Rougeville, plus connu sous son nom romanesque de chevalier de Maison-Rouge, est classée monument historique.

### Cirque et Manège
Datant de 1865, ils sont l'œuvre de l'architecte de la ville Narcisse Brunette. Inspiré du Cirque d'été parisien, le Cirque de Reims ouvre ses portes en 1867. Rapidement fréquenté par des troupes internationales, il a accueilli en sus de grands spectacles acrobatiques et équestres des pièces de théâtre — Sarah Bernhardt en était — et des combats de boxe. Marcel Thil s'y fit porter champion dans les années 1920. On retiendra les noms de Johann Strauss fils, Coquelin cadet, Fréhel et Paderewski. Le Manège, bâtiment adjacent, servait à l'origine d'écurie et de salle d'entraînement à l'équitation. Il est devenu à son tour une salle de spectacles.

### Cité-jardindu Chemin-Vert
Construite par l'architecte Jean-Marcel Auburtin entre 1920 et 1924 à l'initiative d'un groupe de patrons catholiques constitué en une société HBM : le Foyer rémois (fondé en 1912). 600 logements sont construits sur 30 hectares, dans un style régionaliste, logements répartis en 14 types de maisons, isolées ou groupées, toutes dotées d'un jardin. La cité est équipée d'écoles et de commerces et d'une maison commune abritant les bains-douches, une bibliothèque, une salle des fêtes, une école ménagère et l'administration de la cité. Elle possède surtout en son centre l'église Saint-Nicaise, décorée par les peintres Gustave-Louis Jaulmes et Maurice Denis, le ferronnier d'art Raymond Subes, les sculpteurs Emma Thiollier et Roger de Villiers et le verrier René Lalique. La cité est toujours propriété de la même société HLM. Elle fut pendant très longtemps l'objet de visites venant du monde entier pour voir ce modèle de cité-jardin, et a fait l'objet d'une importante campagne de restauration au début des années 2000, et qui se poursuit actuellement avec la restauration de l'église Saint-Nicaise.

### Crématorium de Reims

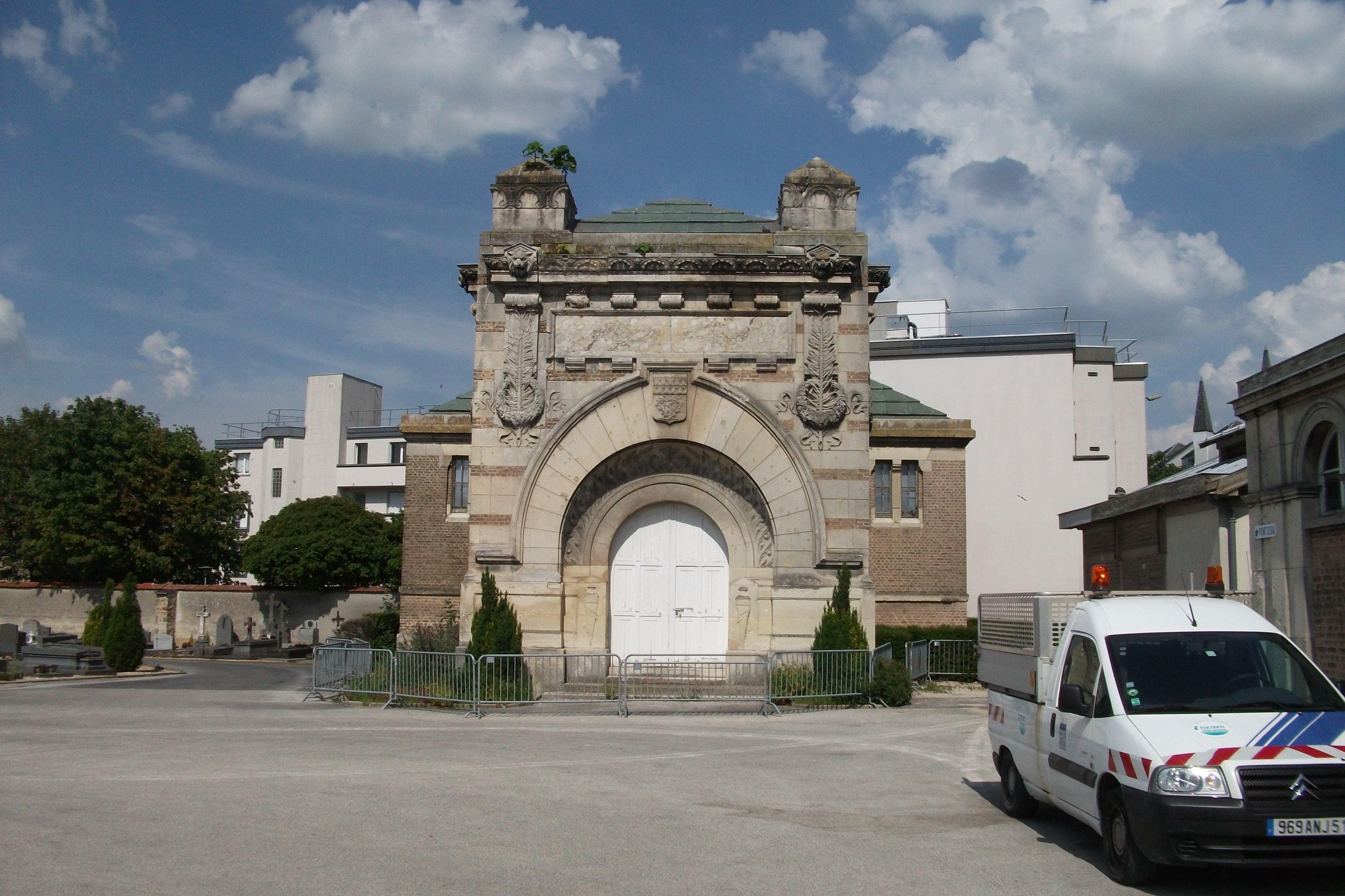
Crématorium du cimetière de l'est.

Remontant à 1903, il appartient à la toute première génération de crématoriums, avec ceux du Père-Lachaise, de Rouen, de Marseille, de Lyon et de Strasbourg.
Il a été bâti en 1893 et  a fonctionné de 1902 jusqu'en 1972. Le conduit de cheminée n'existe plus. Les sculptures du bâtiment ont été réalisées par le sculpteur Joseph Wary. Il a été construit grâce au legs de Claude Goïot, architecte métreur, expert, conseiller municipal socialiste en 1884, qui légua à la Ville les sommes nécessaires à l’établissement du crématorium.

### Cryptoportique gallo-romain
Situé place du Forum, il date probablement du IIIe siècle apr. J.-C. et s'apparente à une galerie semi-enterrée.

### Gare SNCF
La gare en pierre est en service depuis 1877. Le 16 septembre 2011 la Direction Régionale des Affaires Culturelles (DRAC) lui remet le label de « patrimoine du XXe siècle » pour sa grande Halle voyageurs. Cette dernière date des années 1930 et fut rénovée pour l’arrivée du TGV Est Européen en 2007.

### Halles centrales du Boulingrin
Construites en 1928 sur les plans d'Emile Maigrot, elles sont actuellement en cours de restauration. L'ouverture au public du marché couvert est prévue pour l'automne 2012.

### Hôtel de Brimont
Ancien siège du Champagne Ruinart.
L'hôtel de Brimont est un hôtel particulier, situé au 34, boulevard Lundy à Reims, construit en 1897 par l'architecte Paul Blondel, grand prix de Rome, pour la famille Ruinart de Brimont.
Racheté en 2009, il est le nouveau siège de la maison de Champagne Jacquart.

### Hôtel-Château des Crayères
Réalisé en 1904, il appartenait autrefois aux Polignac.

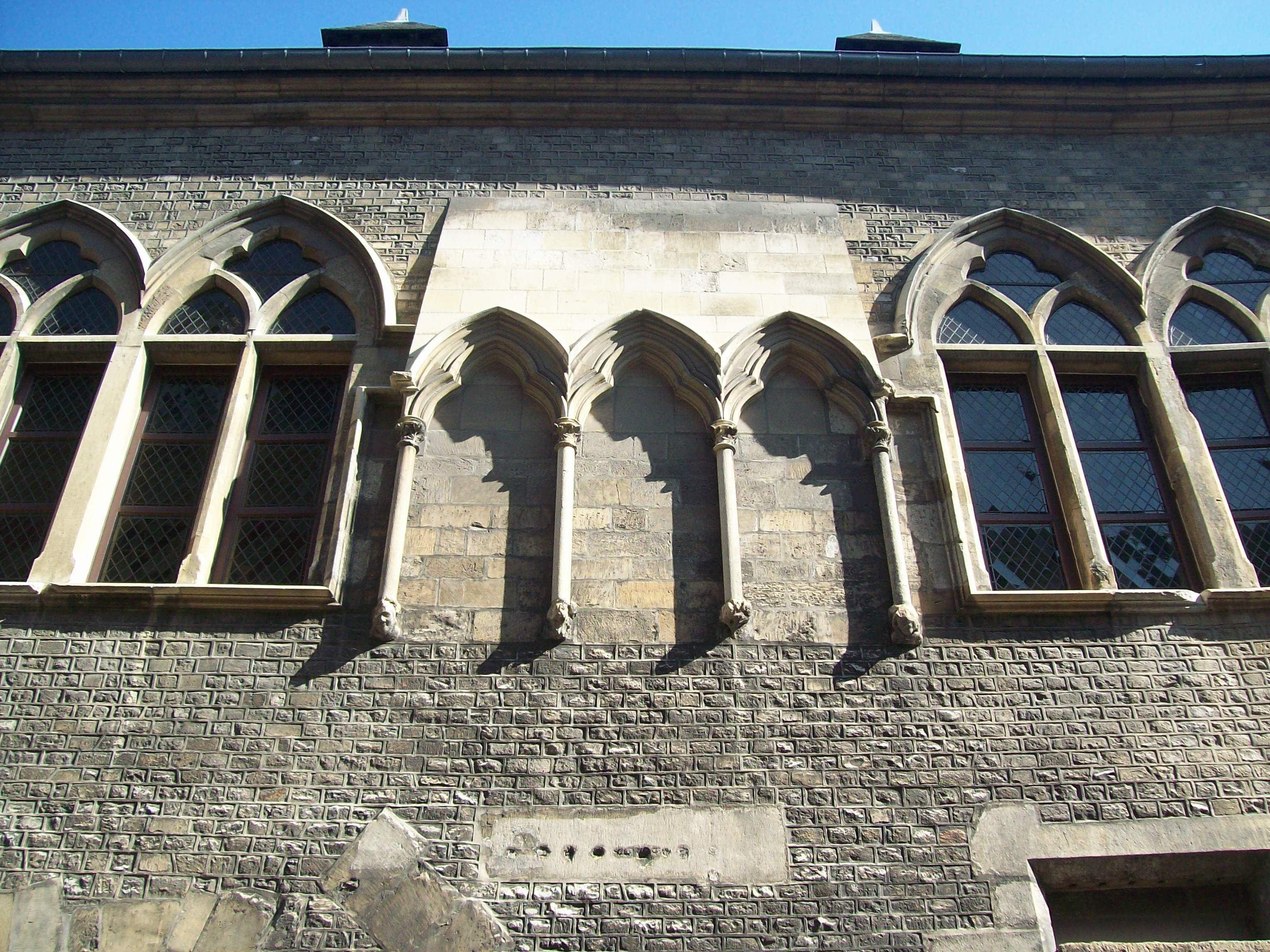
Hôtel des Comtes de Champagne

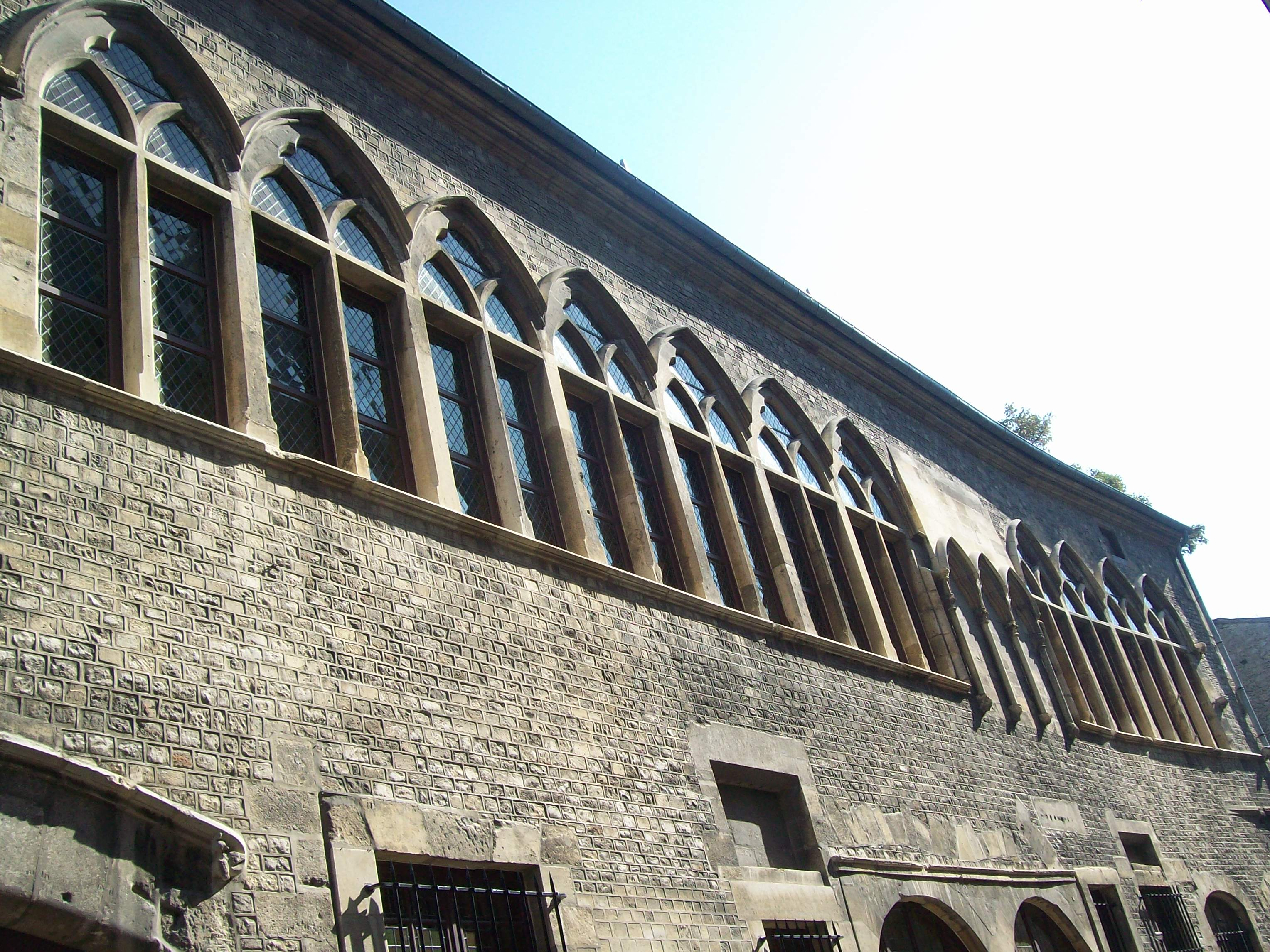
Hôtel des Comtes de Champagne

### Maison des Musiciens
Elle se trouvait aux n° 18 et 20 de la rue de Tambour, mais avec les destructions de la Première Guerre mondiale elle fut détruite. La façade, démontée en 1917 fut en partie sauvée, elle fut remontée dans une salle du musée Saint-Remi.
Un projet de reconstruction existe et est soutenue par une association.

### Hôtel des Comtes de Champagne
Édifiée au XIIe siècle, on trouve cette demeure gothique 22 rue du Tambour — considérée comme une des plus anciennes de Reims, ces deux façades, sur cour et sur la rue sont classées. Elle appartient aujourd'hui aux Taittinger.

### Hôtel Godbert
Commande du manufacturier Rose-Croix Godbert, l'hôtel particulier du boulevard Lundy fut exécuté par Édouard Lamy en 1875.

### Hôtel Mignot
Il participe également du prestige de l'époque du boulevard Lundy. Érigé en 1911 pour le fondateur des Comptoirs français Édouard Mignot, c'est l'architecte Bocage qui en fut l'auteur.

### Hôtels particuliers du quartier des Moissons
Le boulevard de la Paix, la rue Piper et la rue des Moissons, à Reims, possèdent une intéressante collection d'hôtels particuliers. Parmi les plus remarquables, on peut citer : 
- l'Hôtel Collet-Delarsille au no 1 du boulevard de la Paix,
- la Villa Douce située au no 9 boulevard de la Paix,
- le magnifique Hôtel Wenz au no 10 rue Piper,
- l'Hôtel Trapp au no 16 rue des Moissons ,
- et l'Hôtel Weiland au no 19 rue des Moissons.

### Hôtel de La Salle
Il fait l'objet d'un classement au titre des Monuments Historiques depuis le 3 avril 1920. Sa réalisation débuta en 1545 ; c'est Henri Choilly, bourgeois de Reims, riche négociant en draps, qui mena ce projet à bien. Il porta différents noms avant d'hériter de celui de nobles magistrats qui l'achetèrent en 1609. L'hôtel est depuis renommé pour avoir été la maison natale de Saint Jean-Baptiste de La Salle, fondateur au XVIIIe siècle de l'Institut des Frères des Écoles Chrétiennes. Bombardé et incendié durant la guerre 1914-1918, il dut sa restauration au propriétaire du moment M. Jean Lhose, Directeur de la Maison de Biscuits de Champagne Fossier qui y avait son siège social et sa fabrique.

### Hôtel de Ville
Commencé en 1627 par Jean Bonhomme, il connut une érection laborieuse. Achevé en 1880, il fut totalement incendié le 3 mai 1917. L'architecte Roger-Henri Expert entrepris de le rétablir entre 1924 et 1927, de sorte que le Président de la République Gaston Doumergue inaugura le nouvel édifice dès 1928.

### Hôtel Werlé, dit Roederer
Construit pour le comte Alfred Werlé, il participe également du prestige de l'époque du boulevard Lundy. Cet homme est de ceux qui firent un nom à la Veuve Cliquot.

### Monument aux morts
Il a été inauguré le 1er juin 1930 par le ministre de la Guerre André Maginot, en présence du maréchal Pétain, de Paul Marchandeau, maire de Reims et député, et de l'archevêque de Reims le cardinal Luçon.

### Hôtel Le Vergeur
Ensemble de bâtiments sur la place du Forum, dont les plus intéressants datent de 1522-1523.

### L'opéra
Édifice bâti entre 1867 et 1873 sur les plans de l'architecte local Alphonse Gosset, l'Opéra de Reims — ancien « Grand Théâtre », se présente comme un symbole de la reconstruction de la ville. La restauration ne tarda pas à la suite des bombardements incessants de la Première Guerre mondiale, si bien qu'elle fut achevée dès 1931, offrant à des murs ayant recouvré leur état originel un nouvel intérieur de style Art déco qui ne va pas sans rappeler les années folles.

### Palais de Justice

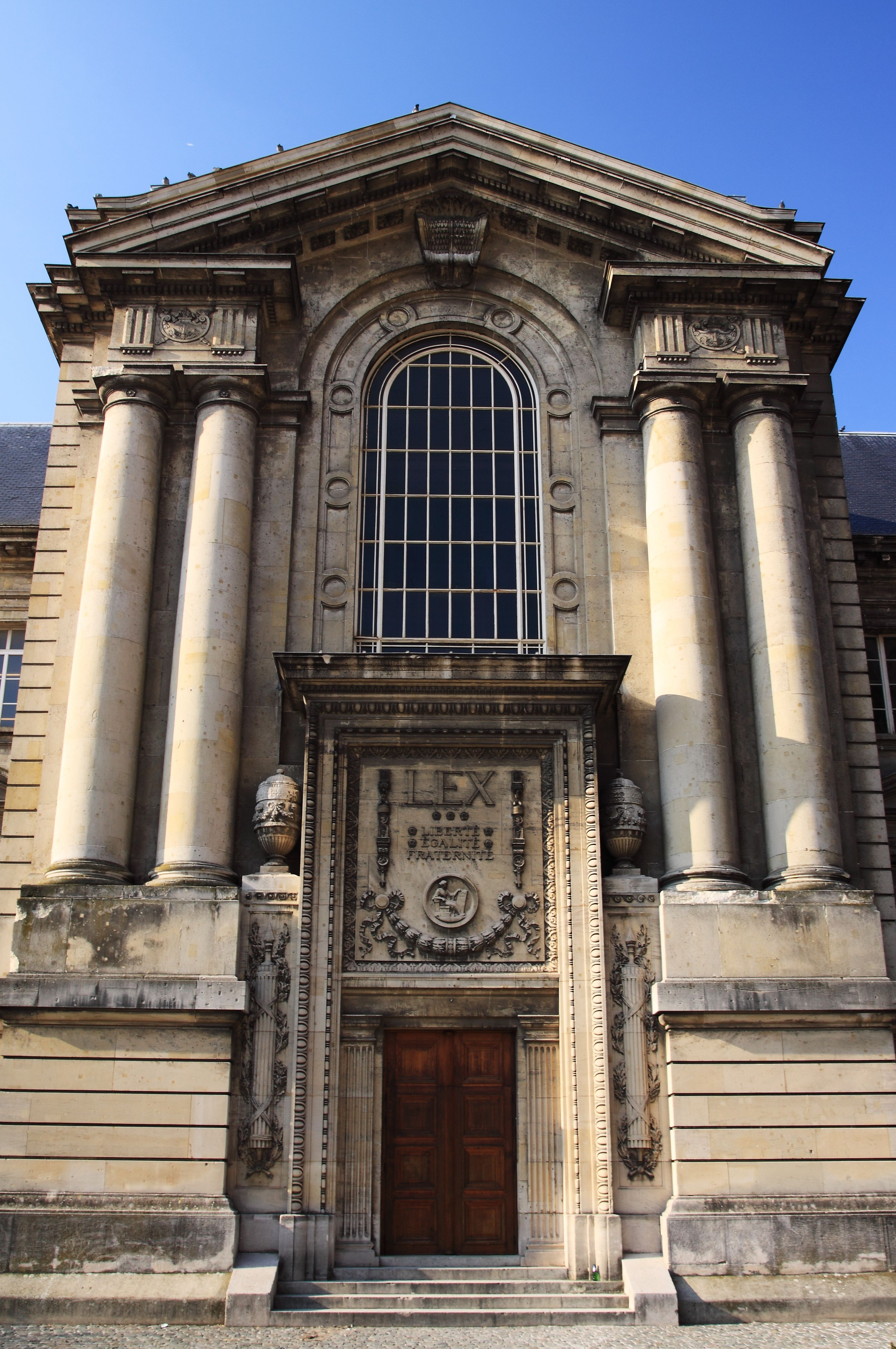
Palais de Justice côté parvis de la cathédrale.

À cet emplacement de la place Myron Herrick se situait autrefois l'Hôtel Dieu Notre Dame, établissement de charité et de soin placé sous l'autorité du chapitre, collège de chanoines organisés autour de l'Evêque. Le Palais de Justice s'y substitua en 1839, année de son inauguration. L'architecte Alphonse Gosset, qui s'est longtemps illustré dans les établissements publics, en est l'auteur. La façade est de style néo-grec. Le bâtiment a néanmoins préféré conserver une façade de style Louis XV et les anciens celliers gothiques de l'Hôtel-Dieu. En 1906, une Maison d'arrêt datée de 1835 dut céder le pas aux travaux d'agrandissement du côté de la Cathédrale. Cette dernière hérita de nouveaux murs à l'extrémité de la ville.

### Palais du Tau
Ce palais archiépiscopal, construit entre 1498 et 1509, puis reconstruit en partie en 1675 et après l'incendie du 19 septembre 1914, doit son nom à son plan qui était, au Moyen Âge, en forme de lettre T (tau en grec). C'était le lieu de résidence des rois à l'occasion de leur couronnement. La salle du Tau, où se tenait le banquet royal, héberge une immense cheminée datant du XVe siècle.
Depuis 1972, le palais du Tau est un musée national qui abrite la statuaire déposée de la cathédrale, les tapisseries qui y étaient exposées et, dans deux chambres fortes, le Trésor, qui comporte notamment des reliquaires et de nombreux objets utilisés à l'occasion du sacre des rois de France.
Le Palais du Tau est classé au patrimoine mondial par l'UNESCO.

### Place Royale
Construite de 1756 à 1760 par Jean-Gabriel Legendre.

### Porte du Chapitre

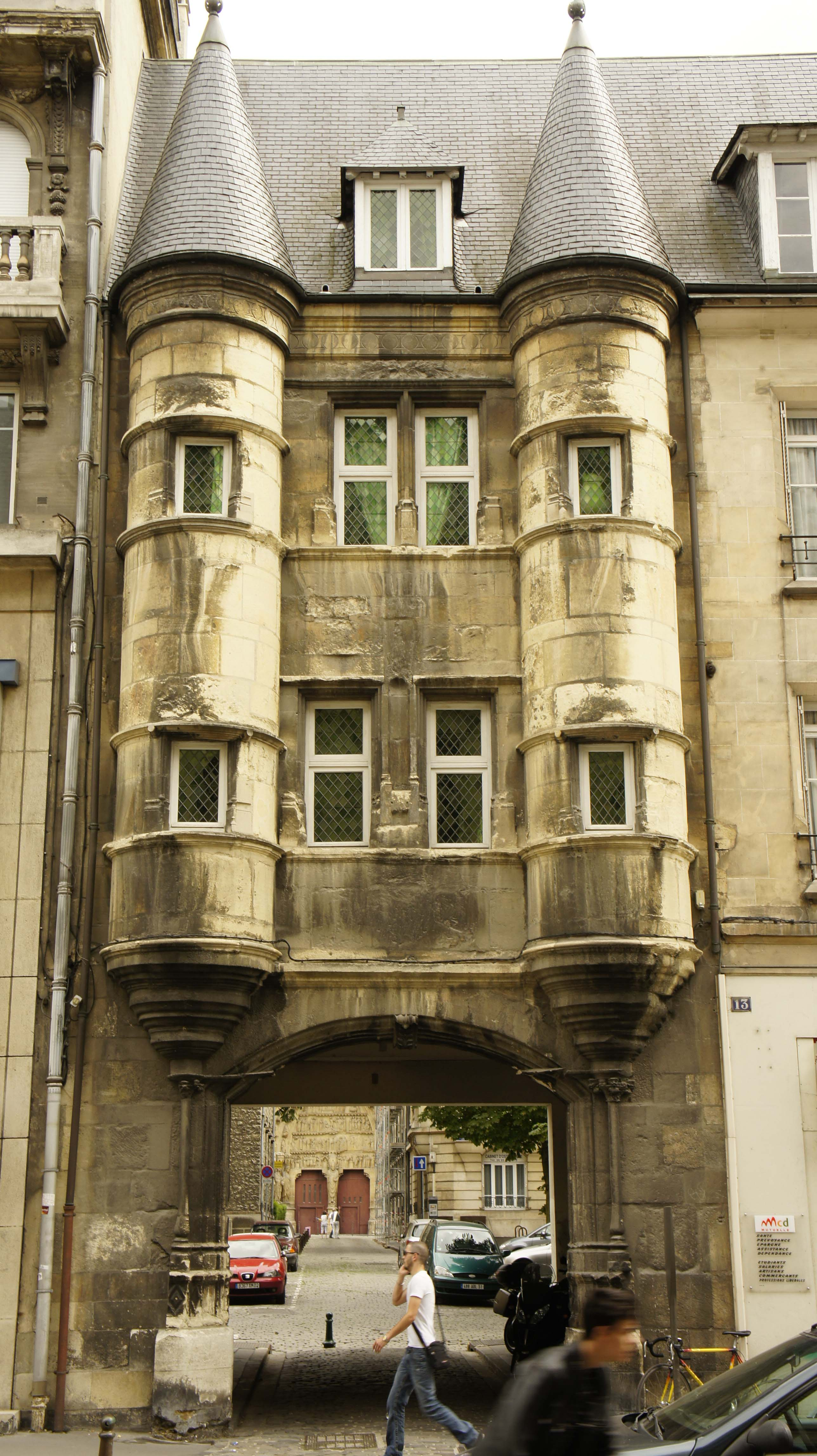
Porte du chapitre.

Ancienne entrée du quartier du chapitre de la cathédrale, elle a été déplacée pour l'agrandissement de la rue Carnot (Reims).

### Porte dite de la Pourcelette
Porte de style art-déco au un rue d'Anjou et faisant entrée aux bâtiments de l'évêché.

### PorteBazée
Ancienne porte de l'enceinte du Bas-empire détruite en 1751 pour l'adduction d'eau de la ville. Il en reste des vestiges rue de l'Université.

### Porte de Paris
Ancienne porte en fer forgé qui marquait la barrière d'octroi de Reims sur la route de PAris, elle a été déplacée sur les basses-promenades et est visible en arrivant de Paris par l'autoroute.

### Porte de Mars
La Porte de Mars est le plus ancien monument de Reims. Elle tient son nom de la proximité d'un temple dédié à Mars, dieu romain de la guerre. C'est un arc de triomphe de 33 mètres de long (le plus long du monde romain) pour 13 mètres haut, constitué de 3 arches bordées de colonnes. L'intrados des voûtes, aujourd'hui très dégradé, offre une rare et intéressante représentation d'une moissonneuse gauloise

### Villa Demoiselle
L'édifice est construit en 1890 sous les ordres de Henry Vasnier. Anciennement Villa Cochet, l'hôtel particulier, situé face au Domaine Pommery, s'est mué en Villa Demoiselle en avril 2004. Cette maison intéresse de par son savant mélange d'Art Nouveau et d'Art Déco.

## Patrimoine environnemental

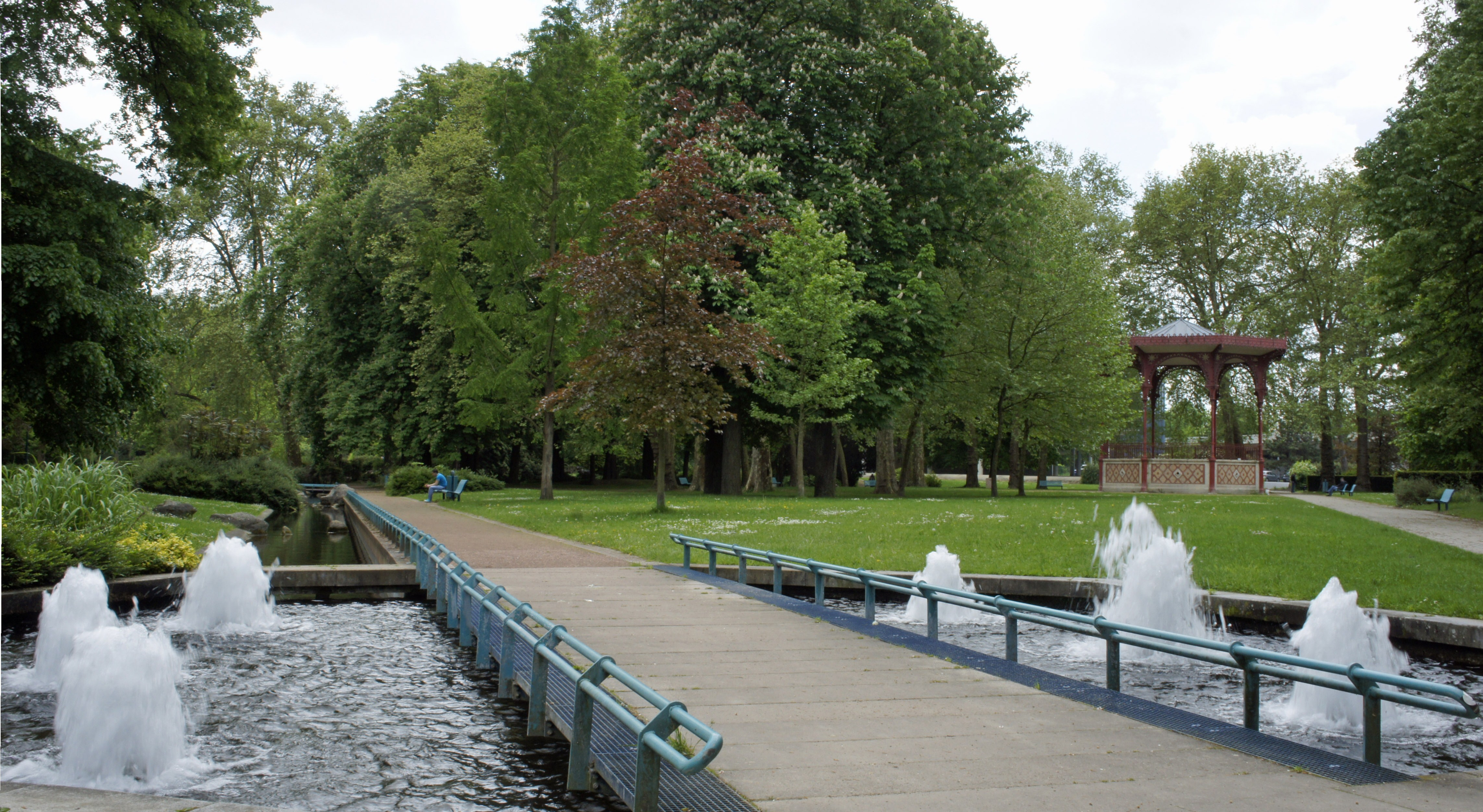
Vue de jardin de la Patte-d'oie.

Reims dispose de 82 parcs et de 14 aires de jeux, 27 qui totalisent près de 220 hectares. La ville compte aussi trois jardins remarquables classés dans la base Mérimée : le jardin d'horticulture Pierre Schneiter  (boulevard Louis-Roederer), le jardin des buttes Saint-Nicaise (boulevard Diancourt), le parc de Champagne (anciennement parc Pommery) (avenue du Général-Giraud). La Coulée verte est un parcours cyclo-pédestres qui longe le canal de l'Aisne à la Marne en traversant la ville et la Réserve naturelle régionale du marais les trous de Leu.

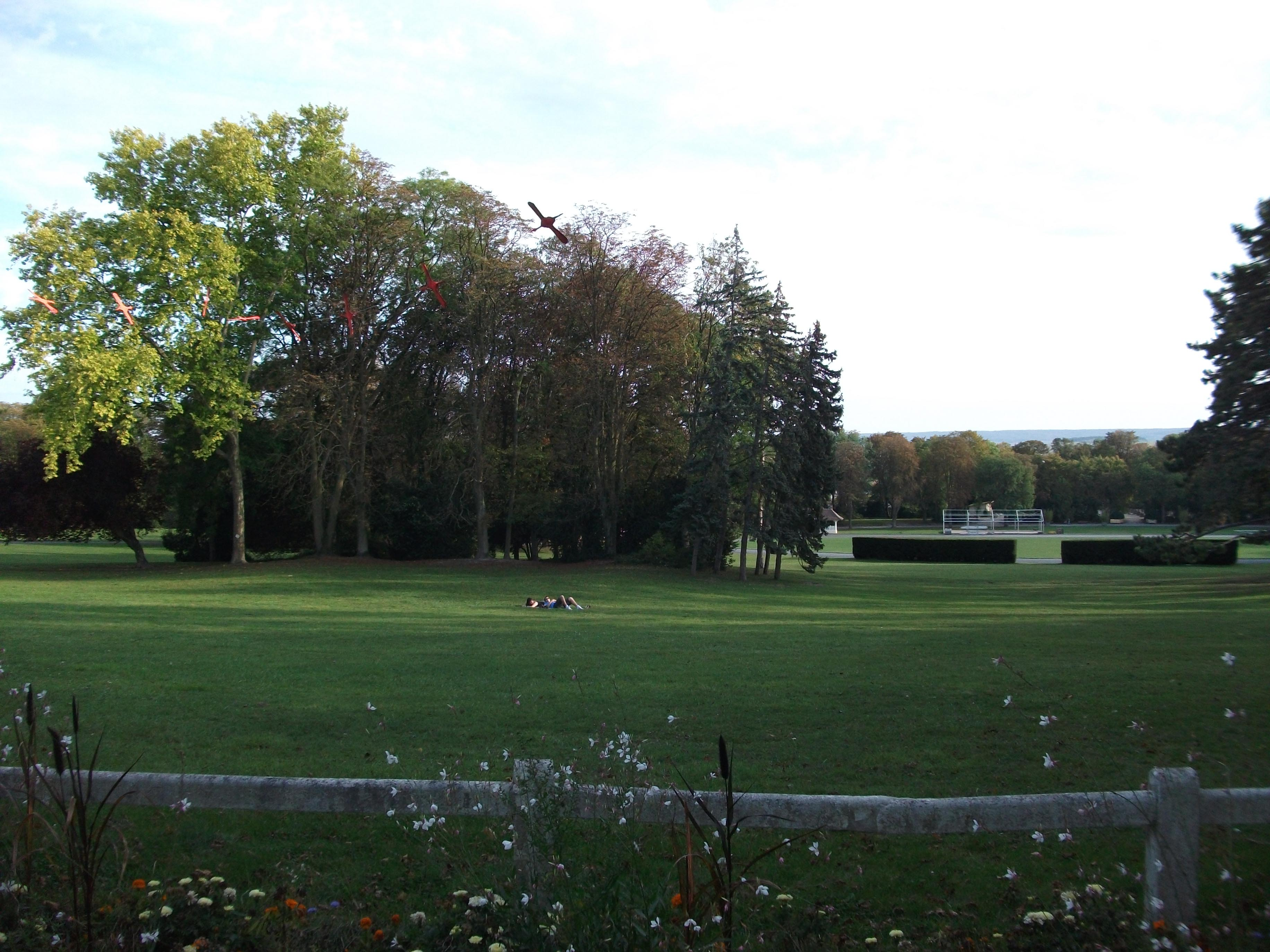
Vue du parc de Champagne.

## Édifices religieux
Reims comporte quatre édifices inscrits sur la liste du patrimoine mondial de l'UNESCO depuis 1991,.

### Cathédrale Notre-Dame

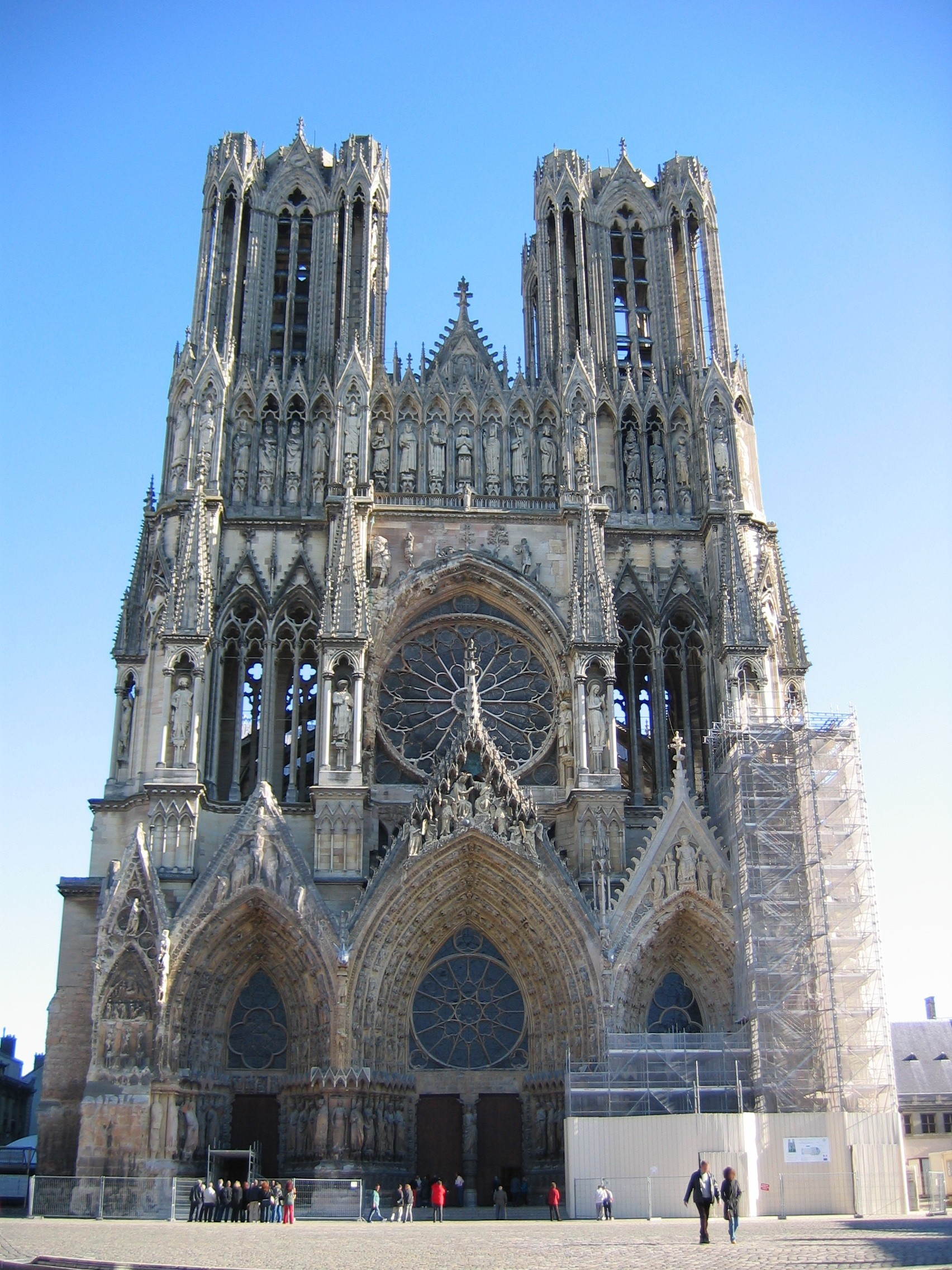
Vue de la face principale de la Cathédrale.

Reims est très connue pour sa cathédrale, où les rois de France étaient habituellement sacrés (du IXe au XIXe siècle, 25 rois de France y furent sacrés). La cathédrale de Reims est classée au patrimoine mondial par l'UNESCO et est renommée dans le monde entier pour son élégance et son harmonie. On notera également sa statuaire exceptionnelle et ses vitraux, notamment la grande rosace. C'est également sur le portail gauche de la cathédrale que l'on trouve la statue de "l'ange du sourire", un des emblèmes de Reims. Voir Notre-Dame de Reims.

### Basilique et abbaye Saint-Remi

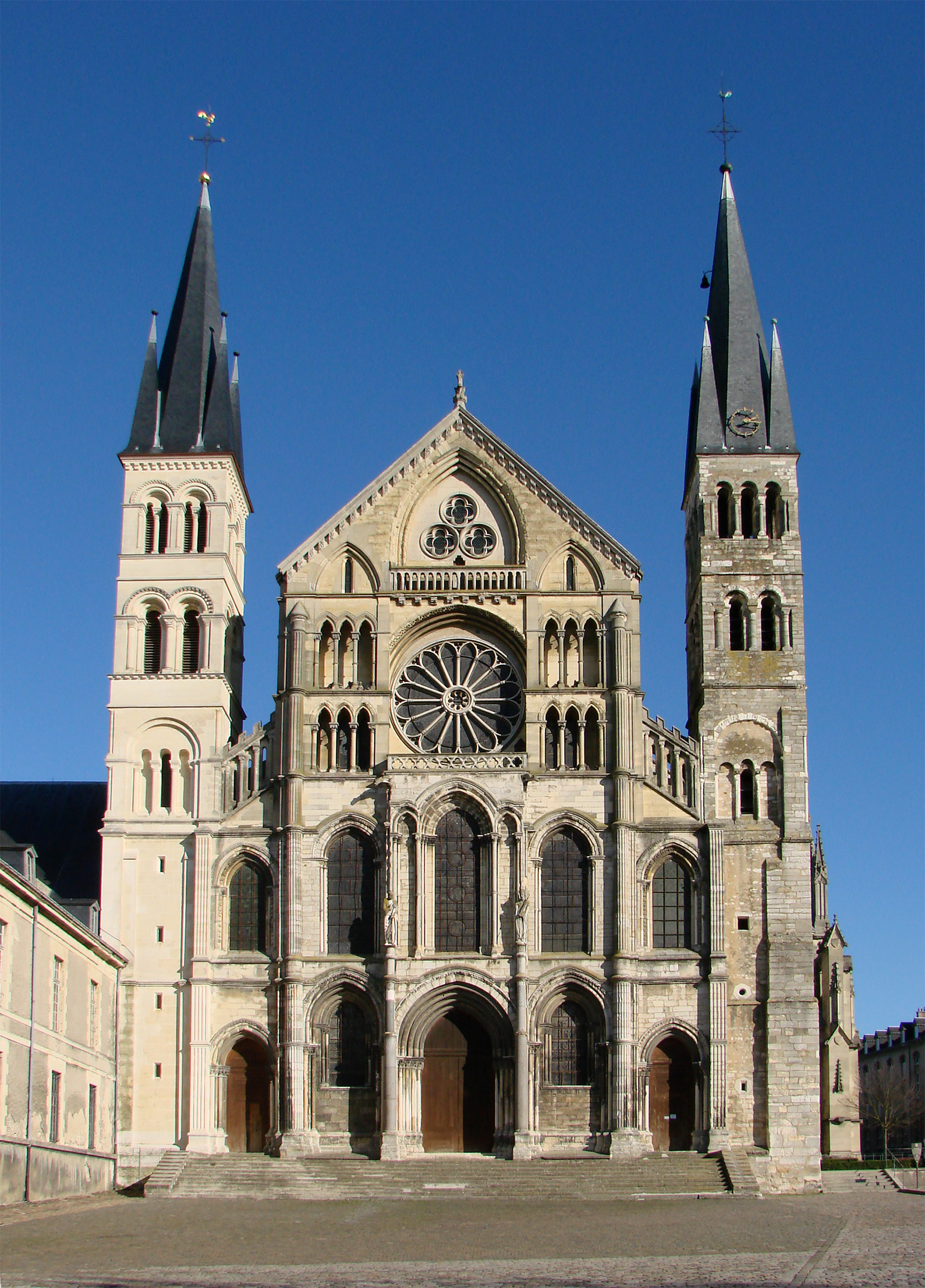
Basilique Saint Rémi.

Après la cathédrale, qu'elle égale presque en taille, l'église la plus célèbre de Reims est la basilique Saint-Remi, qui fut un temps rattachée à une importante abbaye. Saint-Remi date des XIe, XIIe, XIIIe et XVe siècles. La nef et les transepts, de style roman, sont les plus anciens, tandis que la façade du transept sud est la partie la plus récente. Le chœur et l'abside remontent quant à eux aux XIIe et XIIIe siècles.
Les monuments de valeur qui se trouvaient au sein de l'église par le passé ont été pillés durant la Révolution, et même la tombe du saint est une reconstitution récente.  Cependant, les statues qui la décorent sont celles, récupérées, de l'ancien monument. Il reste aussi des vitraux du XIIe siècle dans l'abside, ainsi que des tapisseries représentant l'histoire de saint Remi, données par Robert de Lénoncourt. La Basilique Saint-Remi ainsi que l'abbaye bénédictine attenante du XVIIIe. (Musée Saint-Remi, collections gallo-romaines notamment) sont classées au patrimoine mondial par l'UNESCO.
Adjacent à la basilique, l'ancienne abbaye royale Saint-Remi où était conservée la Sainte Ampoule du sacre des rois de France.

### Église Saint-Jacques
C'est, après la basilique Saint-Remi, la plus ancienne église conservée de Reims, sa construction remonte au XIIe siècle. Elle possède un chevet du XVIe, une porte sur la rue de Vesle et des vitraux contemporains de Joseph Sima (peintre tchèque ayant appartenu au Grand Jeu) et Jacqueline Vieira Da Silva. Depuis quelques années, elle a retrouvé son clocher à lanterne détruit pendant la guerre 1914-1918 et l'usage de son orgue.

### Basilique Sainte-Clotilde
L'édifice s'inspire de la basilique Saint-Pierre de Rome et de l'église Saint-Augustin de Paris et rend hommage à l'épouse de Clovis qui fut à l'origine de la conversion du roi des Francs. Elle fut construite en 1896 sous les ordres du cardinal Benoît-Marie Langénieux alors archevêque de Reims.

### Chapelle Notre-Dame-de-la-Paix (dite "chapelle Foujita")
Chapelle néo-romane décorée par le peintre Léonard Foujita, située rue du Champ-de-Mars.

### Autres édifices
Les églises Saint-Maurice (partiellement reconstruite en 1867, ancienne chapelle du collège des Jésuites), Saint-André et Saint-Thomas (bâtie entre 1847 et 1853, sous le patronage du cardinal Gousset, qui repose maintenant entre ses murs) ne sont pas dénuées d'intérêt.